# Upton with Fishley
Upton with Fishley is een civil parish in het bestuurlijke gebied Broadland, in het Engelse graafschap Norfolk met 702 inwoners.